# Morna (Karksi)
Morna – wieś w Estonii, w prowincji Viljandi, w gminie Mulgi (poprzednio w gminie Karksi).